# Jorge Abelardo Ramos
Jorge Abelardo Ramos (Buenos Aires, 23 de enero de 1921 - Buenos Aires, 2 de octubre de 1994), fue un político, historiador, publicista, editor y escritor argentino, creador de la corriente política e ideológica llamada «la Izquierda Nacional».
Sus ideas continúan teniendo influencia en el continente latinoamericano.
Es considerado uno de los intelectuales más destacados de su país y América Latina.
Sus obras Revolución y contrarrevolución en la Argentina e Historia de la Nación Latinoamericana (1968) mantienen una indiscutible vigencia nacional e internacional.

## Biografía

### La familia

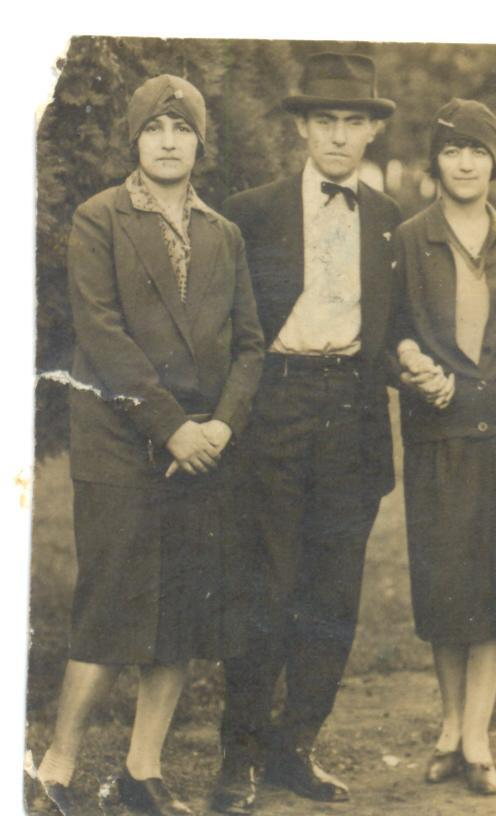
Sus padres, Rosa, Nicolás y su tía Elisa

Nació en el barrio de Flores, en el sector ferroviario conocido como de “las casitas baratas”. Hijo de Rosa Gurtman y Nicolás Ramos.
Su madre, hija de Esther Baret y David Gurtman, inmigrantes, austríacos, tuvo cuatro hermanos, Juanita, Berta, Elisa y Abraham (que fue un activo militante socialista y fundador del Hogar Obrero junto a Alicia Moreau y Juan B. Justo).
Los abuelos paternos de Jorge Abelardo fueron Juan Gaücho Ramos, que había sido un hombre de a caballo, un payador ácrata de fines del siglo XIX que, en los caminos del canto y de la militancia libertaria, se casó con Frida Bauman, institutriz alemana de una rica familia de una estancia de San Nicolás de los Arroyos (en el extremo norte de la provincia de Buenos Aires). De ese matrimonio nació Nicolás Ramos, su padre, del que heredó ideales anarco-libertarios.

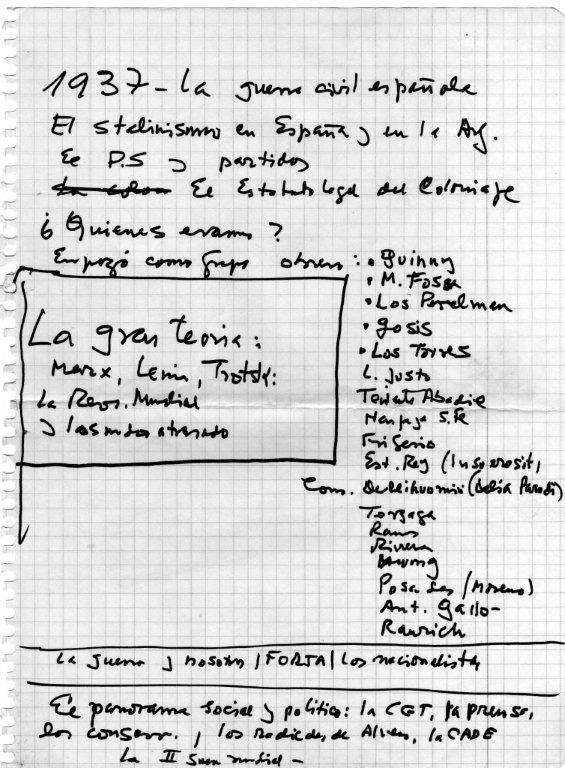
Manuscritos de Jorge Abelardo Ramos sobre la génesis de la Izquierda Nacional.

Influido por el ambiente familiar y por la lectura del escritor anarquista español, radicado en Paraguay, Rafael Barrett, adopta en su adolescencia las ideas revolucionarias. Participa, a mediados de la década del treinta de una importante huelga de estudiantes secundarios que le vale la expulsión del Colegio Nacional de Buenos Aires.
Es compañero de aula de Roberto Alemann, Luis Alberto Murray
y Enrique Rivera. Con los dos últimos, conforma una agrupación de estudiantes en apoyo a los republicanos españoles en la guerra civil contra el franquismo. El abandono del colegio secundario, las clases de violín y sus llegadas tarde a casa, por las reuniones anarquistas, encontró en su tía Elisa un remanso, ante los disgustos de su mamá Rosa.
Junto a Murray y a Rivera conoce a los hermanos Ángel y Adolfo Pérelman, obreros metalúrgicos, y a través de ellos comienza a vincularse a los pequeños grupos trotskistas que impulsaban Liborio Justo (alias Quebracho, hijo del presidente Agustín Pedro Justo) y Mateo Fossa (dirigente del Sindicato de Trabajadores de la Madera).
Eran tiempos de la Década Infame, un período de fraude electoral, de predominio conservador e influencia económica del Reino Unido.
Jorge Abelardo tenía 19 años cuando León Trotski fue asesinado. El libro de este, Los Estados Unidos Socialistas de América Latina y su apoyo al nacionalismo revolucionario mexicano que encarnaba el presidente Lázaro Cárdenas contribuyeron a la conformación del pensamiento latinoamericanista del joven Abelardo.
Abelardo conoció a Fabi Carvallo en Buenos Aires en 1941 en una reunión de los núcleos revolucionarios. Ella militaba en grupo trotskista que lideraba Liborio Justo y fue periodista de la agencia italiana de noticias ANSA. Comenzaron un romance que los llevó a un largo viaje recorriendo Europa y África entre los años 1951 y 1953. Fueron corresponsales para los diarios Democracia, La Prensa, El Líder y la agencia italiana. A su regreso al país, nació su hijo Víctor Jorge Ramos y luego Laura Elisa Ramos. Diez años después, se separa de Fabi quien con sus hijos se instala en Montevideo (Uruguay) pero mantuvo siempre una la relación de amistad y política con Ramos.
Abelardo forma una nueva pareja con Andrea Amelia Piccini, con quien convive tres décadas. De esta relación nacen sus tres hijos menores: Martín Abelardo, Paula Natacha y Ximena.
Por su lado, Fabi monta en Uruguay un centro de distribución de los libros de las editoriales Coyoacán y Mar Dulce (de Buenos Aires) como de los materiales de la Izquierda Nacional y desde allí Ramos mantiene una relación con revolucionarios latinoamericanos en el exilio. La tranquilidad montevideana y la estabilidad sociopolítica le lleva a pensar a Ramos que era un buen lugar para una estadía segura.

## El ambiente político e intelectual de la época

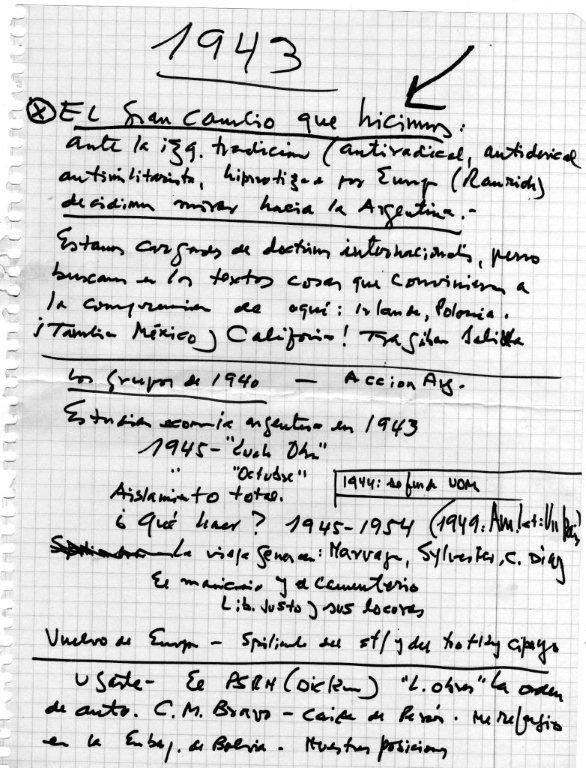
Manuscritos de Jorge Abelardo Ramos sobre la génesis de la Izquierda Nacional.

La generación de Jorge Abelardo Ramos se inicia en la política con los resplandores de la Revolución rusa y con el dramático espectáculo de la dolorosa guerra civil española. En 1930 el movimiento de la Revolución rusa había sido dominado y cerrado por el sistema burocrático encabezado por Iósif Stalin. Toda la generación de revolucionarios que había participado de manera directa en las jornadas de 1917 y los años inmediatos posteriores habían sido eliminados por la policía secreta de Stalin o estaban sepultados en ignotas mazmorras. El partido de Lenin se había convertido en una organización burocrática piramidal. Esta situación era imitada meticulosamente por todos los partidos comunistas del mundo.
El pensamiento crítico del marxismo que había iluminado a las generaciones de Lenin y de Trotski había sido convertido en un catecismo, en el que no cabía ninguna discusión. A eso se le sumaba, en la Argentina, la adscripción del comunismo local a la tradición liberal portuaria heredada del Partido Socialista.
En ese momento, el trotskismo aparece como una posibilidad intelectual de descubrir que había, más allá de la estolidez staliniana, un mundo de ideas que todavía podía florecer.

## El peronismo y la revolucionaria interpretación de la Izquierda Nacional

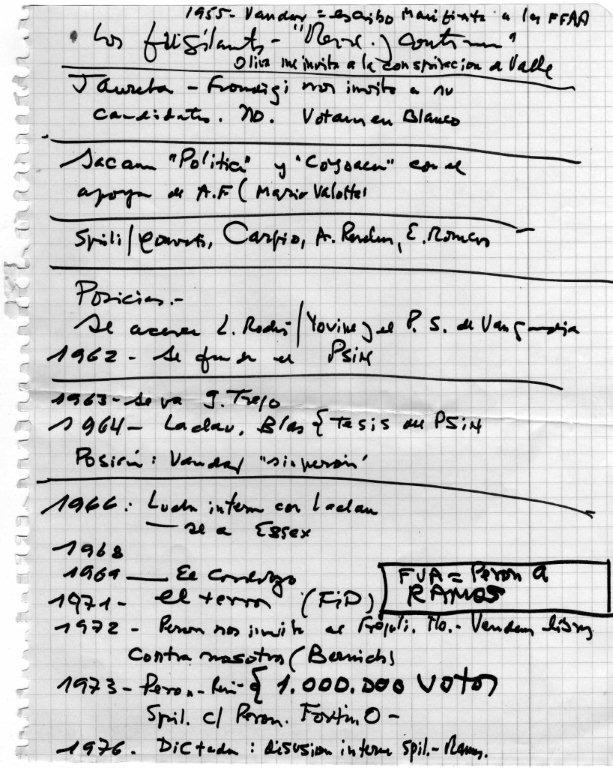
Manuscritos de Jorge Abelardo Ramos sobre la génesis de la Izquierda Nacional.

De esta atmósfera política surge ―al aparecer Perón en 1945― el pequeño grupo de inspiración trotskista que interpreta de una manera radicalmente distinta el nuevo fenómeno nacido el 17 de octubre de aquel año. Esta interpretación va a confrontar con la totalidad de las explicaciones que el pensamiento de izquierda daba sobre el peronismo.
La base de este pensamiento es:
- Primero, la Argentina es un país semicolonial, o sea un país dependiente, oprimido por el imperialismo y, por lo tanto, no se pueden aplicar mecánicamente los instrumentos intelectuales generados para interpretar y transformar revolucionariamente la realidad del mundo imperialista.
- Segundo, quienes salieron a la calle a defender al coronel Perón ese 17 de octubre, era la clase obrera, no «murgas de lúmpenes desclasados», como los calificó el periódico filocomunista Propósitos; era la clase que, según los marxistas, liberaría a la humanidad de la sociedad de clases, los agentes de la revolución socialista.
- Tercero, esos trabajadores marchaban detrás de un jefe que no era un dirigente obrero socialista formado en la Tercera Internacional, sino un coronel nacionalista.

A partir de estas observaciones se buscó dar respuesta a la nueva realidad. Un joven abogado santafesino, Aurelio Narvaja, comienza a reflexionar sobre la naturaleza históricamente progresista del peronismo y sobre el carácter de clase del 17 de octubre. Narvaja lideraba un pequeño movimiento llamado Frente Obrero. Paralelamente a Frente Obrero, el joven Jorge Abelardo Ramos publica la revista Octubre. Desde esta publicación Ramos, coincidente aunque independiente de Narvaja, comienza a elaborar su reflexión y su pensamiento político.

## Las obras de J. A. Ramos
El principal aporte intelectual de Jorge Abelardo Ramos al pensamiento político argentino es su caracterización del peronismo: cómo y por qué los trabajadores argentinos se encolumnaron detrás de un coronel nacionalista y llevaron adelante un gran movimiento cuya tarea no era la socialización de los medios de producción, sino la creación de un capitalismo autárquico e independiente. Conjuntamente con esta definición, Ramos sostenía que era el deber de los socialistas apoyar con independencia la revolución nacional en curso.
Esta tarea fue llevada adelante por Ramos a través de innumerables artículos, notas periodísticas, reportajes, conferencias y libros.

### América Latina: un país

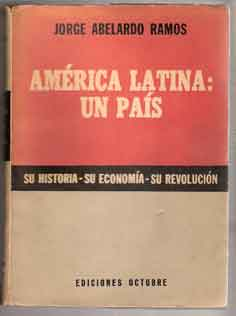

A los veintiocho años ―en 1949, durante el Gobierno peronista― publica América Latina: un país. Obra secuestrada por la Policía Federal Argentina. La Comisión Parlamentaria Bicameral contra Actividades Anti Argentinas, presidida por el diputado José Emilio Visca, a quien secundaba el diputado Rodolfo Decker, ordenó el secuestro de la edición completa de todas las librerías.

### Crisis y resurrección de la literatura argentina

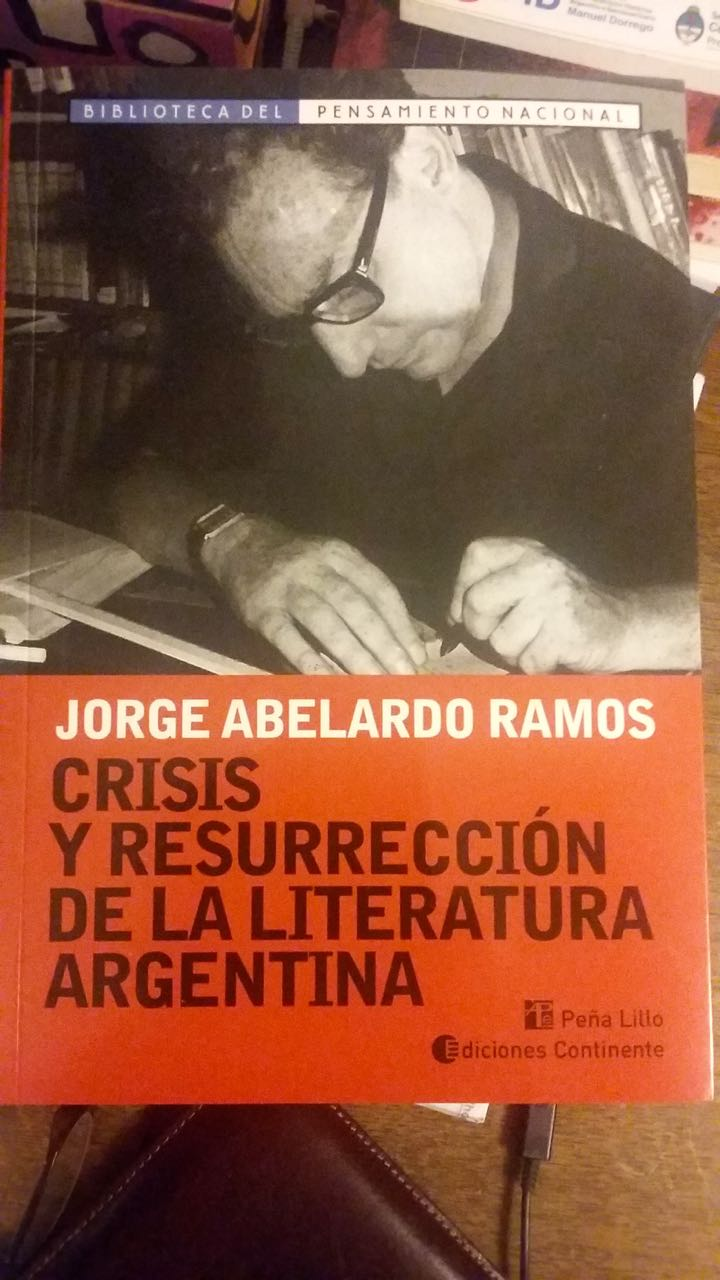

En 1954 publicó Crisis y resurrección de la literatura argentina, una crítica a Jorge Luis Borges y Ezequiel Martínez Estrada, no destinada a discutir sus cualidades literarias sino al peso que tenían sus concepciones sobre el conjunto de la sociedad. El libro establece un nuevo campo a la crítica de Ramos sobre la realidad argentina: la lucha cultural. Plantea el principio de que, en un país semicolonial, la lucha por la liberación se libra, en gran parte, en la cabeza de los oprimidos de ese país. Sostiene además que, para cambiar las condiciones políticas y sociales de un país semicolonial, es necesario realizar una profunda crítica intelectual y política a las bases espirituales del pensamiento oficial de esa sociedad.

### Revolución y contrarrevolución en la Argentina

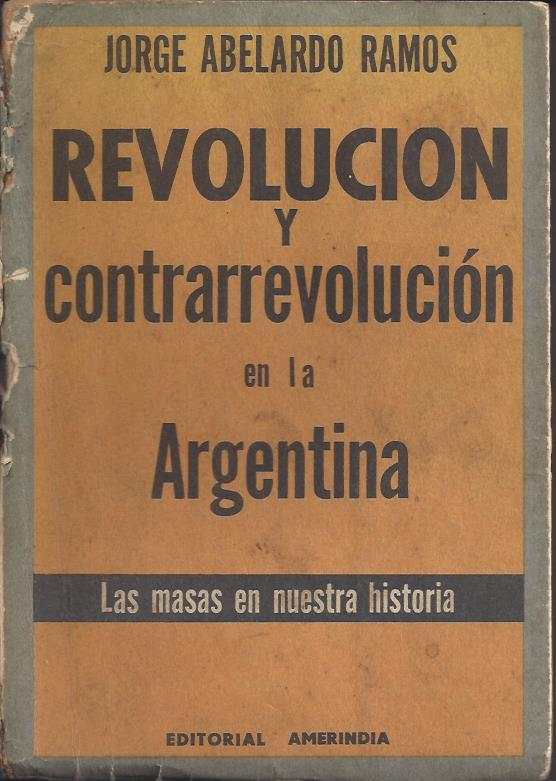

Su Revolución y contrarrevolución en la Argentina fue reeditada y reformulada varias veces desde su aparición en 1957 y fue una referencia ineludible para varias generaciones de militantes y políticos argentinos.
Caído el gobierno peronista, Jorge Abelardo Ramos publica, en 1957, Revolución y contrarrevolución en la Argentina que es una versión ampliada y corregida de esa historia argentina que había presentado en América Latina: un país.
Los primeros capítulos del primer tomo de Revolución y contrarrevolución en la Argentina, que lleva el título de Las masas y las lanzas, es una interpretación de los momentos iniciales de las Provincias Unidas del Río de la Plata y del papel jugado por el exponente del federalismo, el oriental José Gervasio Artigas. La presentación que hace de Artigas como un caudillo rioplatense cuyo programa político consistía en mantener la unidad del antiguo Virreinato y no como el creador del minúsculo estado del Uruguay tuvo también un efecto en la concepción histórica vigente, tanto de cuño liberal mitrista, como del nacionalismo elitista.
En la visión de Ramos, Artigas es el primero y más grande de los federales y su política se entronca con el proceso de modernización iniciado por los Borbones y los grandes políticos y pensadores fisiócratas españoles, que tuvo en las Cortes de Cádiz su más alta expresión transformadora.
Otro aspecto esencial que actualiza Ramos en este libro es el del papel jugado por Julio Argentino Roca en la constitución del Estado nacional argentino, su representación social y el sentido de la federalización de la ciudad y el puerto de Buenos Aires en 1880.
Contra el izquierdismo abstracto, el antiliberalismo de cuño clerical y la mistificación mitrista, Jorge Abelardo Ramos funda una interpretación, que emparenta a Roca y al roquismo con los movimientos populares que lograron la Independencia Americana, que resistieron la hegemonía de la burguesía comercial del puerto de Buenos Aires y que, con los soldados de un incipiente Ejército nacional, aplastaron el secesionismo porteño.
Ramos describe el período que se inicia bajo la hegemonía personal del general Julio Argentino Roca en 1870, después de la guerra de la Triple Alianza, y que culmina en 1910 con su segunda presidencia.
Con este libro Ramos establece la genealogía política del pueblo argentino y de su clase trabajadora. Y, por lo tanto, vislumbra e imagina cuál puede ser su desarrollo posible. Revolución y contrarrevolución en la Argentina fue un libro de consumo masivo. Con esta obra Ramos ingresa al pequeño núcleo de precursores del revisionismo histórico argentino y latinoamericano.

### Historia de la Nación Latinoamericana

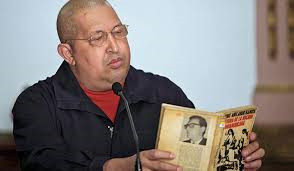
Hugo Chávez (presidente de Venezuela) leyendo Historia de la Nación latinoamericana.

Historia de la nación latinoamericana fue un libro de culto para la joven intelectualidad de izquierda de las décadas del sesenta y setenta.

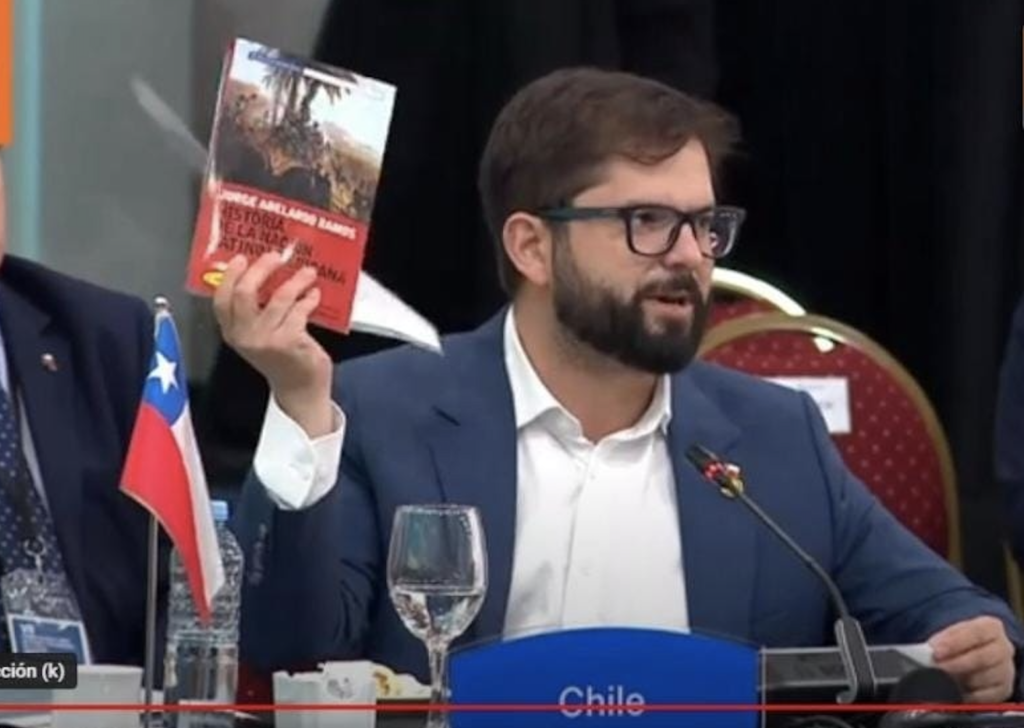
Gabriel Boric (presidente de Chile) con Historia de la Nación latinoamericana.

Al describir la balcanización del continente entre los siglos XIX y XX Jorge Abelardo Ramos inscribió una nueva narrativa en el pensamiento latinoamericano: por primera vez las categorías marxistas de interpretación de la historia se enlazaron con la perspectiva de la Patria Grande. Arturo Jauretche corrigió algunas de estas páginas; el líder tupamaro Raúl Sendic escondía el volumen bajo su catre cuando fue capturado; sus teorías fueron estudiadas con pasión por el intelectual uruguayo Alberto Methol Ferré. Hoy, constituye el más innovador aporte del revisionismo histórico en su tarea de derribar los mitos instaurados por los discursos historiográficos hegemónicos.
Este libro en dos tomos es ―desde su sistema interpretativo― una obra única en el continente y con una trascendencia fundamental sobre el sistema de ideas latinoamericano. En esta obra Ramos muestra de qué manera el futuro de la unidad latinoamericana está signado por el inicio de su vida independiente. Incluso, sostiene, antes de la Independencia, las condiciones impuestas por la Corona española sobre el Nuevo Mundo determinaban que la región debía ser una sola y gran Nación. Detrás de él, la obra política y literaria de Manuel Ugarte le brinda los antecedentes de ese magno proyecto y la acción militante de este precursor.
Abelardo Ramos analiza de qué manera ese proyecto originario que expresaban José Artigas, Bolívar y San Martín fue deteriorándose y agonizando; qué intereses concurrieron para que el proyecto se fragmentase, para que esas grandes visiones continentales que caracterizan la prosa de Bolívar terminaran en pequeñas e impotentes repúblicas dotadas de todos los elementos formales que caracterizan al estado burgués, pero de ninguno de sus elementos constitutivos materiales.
Pero además Historia de la Nación Latinoamericana abre una implacable crítica a dos terribles errores políticos que azotaron nuestro continente, con efectos perniciosos y letales: el cubanismo y el mito de la lucha armada.

Somos un país porque no pudimos integrar una Nación, y somos argentinos porque fracasamos en ser latinoamericanos. Aquí se encierra todo nuestro drama y la clave de la revolución que vendrá. Ahí radica la tragedia de nuestro continente, dividido por la presión del imperialismo y las oligarquías nativas en el siglo XIX.
Jorge Abelardo Ramos

Esta obra de permanente actualidad fue distribuida por la cancillería argentina a todos los presidentes latinoamericanos en dos opotunidades, la primera en la reunión de la CELAC en Caracas en diciembre de 2011 y en la de Buenos Aires en febrero de 2023. Tanto Lula Da Silva como Pepe Mujica destacaron esta obra como parte de su formación política. En el caso de Brasil, el libro fue editado por Nelson Rolim de Moura en Brasil por Insular en 2012 y en Uruguay fue publicado en folletos que se distribuían entre la militancia brasileña en el exilio de los años setenta. Libro de cabecera de Jango Goulart, Darcy Ribeiro y Leonel Brizona, entre otros revolucionarios brasileños. Esta obra circuló en las filas del Frente Amplio, el Partido Blanco y el Partido Socialista (que por entonces presidía Vivian Trías, uno de los fundadores de la Izquierda Nacional uruguaya sobre la que Ramos mantuvo una notable influencia).

## Las Malvinas

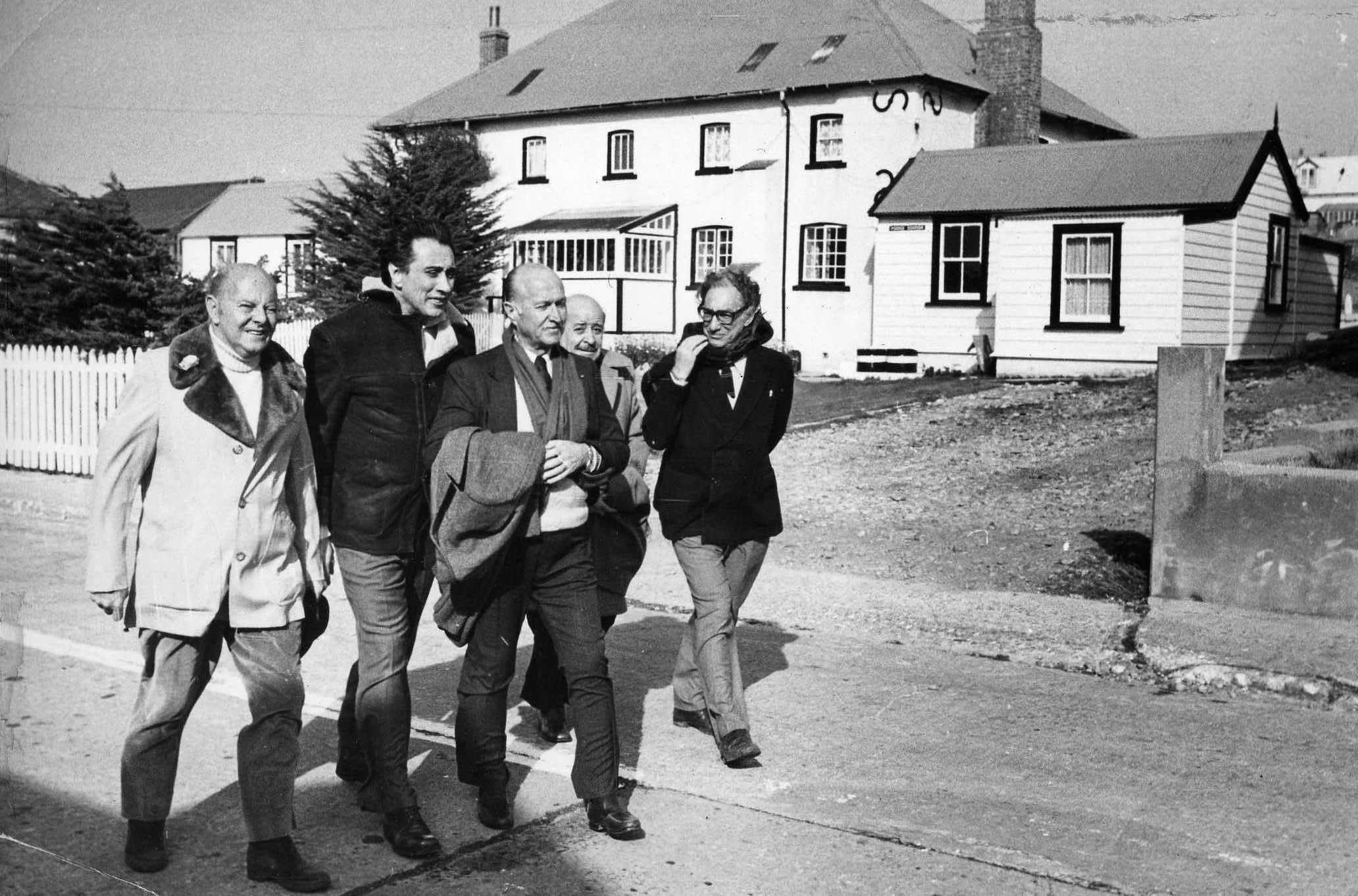
En las islas Malvinas: Julio Amoedo, Saúl Ubaldini, Deolindo Bittel y Abelardo Ramos.

Fue destacada la batalla cultural que dio Jorge Abelardo Ramos durante la guerra de Malvinas (abril a junio de 1982). También ahí cumplió un interesante papel en el análisis y difusión propagandística de las características nacionales y legítimas de dicho enfrentamiento por la recuperación de territorio argentino en manos del imperialismo británico. Viajó a las islas durante el conflicto, acompañado por Saúl Ubaldini (secretario general de la CGT) y Deolindo Bittel (presidente del Partido Justicialista).
En los años posteriores a la guerra, Ramos continuó con su prédica antiimperialista en diversas publicaciones como Línea, Amauta, Marcha y Patria Grande, donde se manifestó en diversos artículos en defensa de los recursos naturales y la soberanía económica y militar latinoamericana.
Luego de la derrota argentina el 14 de junio de 1982, el Consejo Supremo de las Fuerzas Armadas pidió la pena de muerte para los tres oficiales que decidieron la ocupación de las islas Malvinas.
Ramos, en el Documento al Consejo Supremo de las Fuerzas Armadas escribió:

El pedido pinta de cuerpo entero al general Rattenbach y colegas. Y pensar que pasaron largos años de sus carreras cantando el Himno ante todos los mástiles de la República para pedir calma, finalmente, cuando llegó la hora de marchar y morir. Ahora dicen que se trata de una «aventura militar inoportuna». ¡Y la Nación ha gastado montañas de buenos sueldos para empollar generales herbívoros, que tiemblan ante Occidente y sólo piden muerte o prisión perpetua para sus camaradas! Sin embargo, detrás de las penas que piden para Galtieri está el propósito de enterrar para siempre la memoria colectiva el hecho prodigioso e imborrable de que luchamos en desigualdad de condiciones con los dos imperios más poderosos y pérfidos de la Tierra.
Abelardo Ramos

Al terminar el conflicto armado, Ramos propone desarrollar medidas económicas, sociales y políticas, entre ellas despedir al ministro de economía, Roberto Alemann y asociarse con América Latina.
En el mismo documento, difundido en esos días aseguró que:

Con las tropas argentinas en las Malvinas saltó en pedazos el TIAR y la Doctrina Monroe. Quedaron en paños menores los simuladores de la democracia europea y los admirados yanquis de Alexis de Tocqueville; en suma, los modelos ideales en que habían sido educados los oficiales de las tres armas en la Argentina. Volvimos nuestras miradas hacia la América Latina. Perú ofreció su ejército, Brasil envió aviones. Hasta la Nicaragua sandinista nos apoyó, lo mismo que Cuba. Por encima de todo, éramos latinoamericanos. Y este hecho de trascendencia mundial, que reubicaría a la Argentina en el campo del Tercer Mundo, junto a aquellos pueblos que como nosotros luchaban por su independencia nacional, sería objeto de una feroz campaña de desmalvinización que no cede ni un solo día.
Abelardo Ramos

Ramos propuso:
1) No pago de la deuda externa radicada en bancos británicos.
2) Nacionalización de las empresas británicas radicadas en la Argentina.
3) Expropiación de las estancias patagónicas de empresas británicas.

## Ramos en América Latina

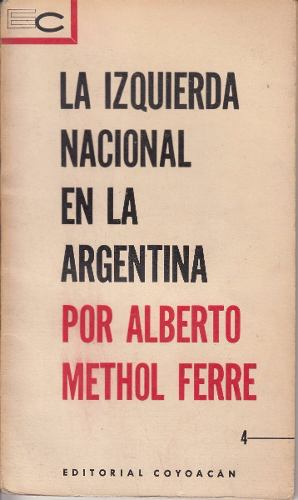
Visión uruguaya de la Izquierda Nacional.

Ramos desarrolló una relación muy comprometida con varios países latinoamericanos, entre ellos,
Bolivia,
Brasil,
Chile,
Colombia,
México,
Panamá,
Perú,
Uruguay y
Venezuela.
Con Uruguay, al que lo unían casi lazos de sangre, ya que su padre terminó viviendo en Montevideo, y él mismo se casó con una argentina de larga radicación en Montevideo, Fabi Carvallo, una joven intelectual, feminista, madre de sus dos hijos mayores. Durante los años sesenta visitaba Montevideo con una frecuencia regular. Estrechó vínculos con
Alberto Methol Ferré,
Vivian Trías,
Washington Reyes Abadie,
José Claudio Williman,
Roberto Ares Pons,
Carlos Real de Azúa,
Héctor Gutiérrez Ruiz (el Toba, 1934-1976, diputado del partido Nacional asesinado en Buenos Aires) y
Zelmar Michelini (del partido Colorado).
En Montevideo conoció a los exiliados brasileños, entre ellos al expresidente João Goulart, Leonel Brizola y Darcy Ribeiro, que llegaron al Río de la Plata, tras el golpe militar pro imperialista de 1964. También frecuentó a exiliados del APRA peruano y a los paraguayos que resistían la dictadura del general Alfredo Stroessner.
Fabi Carvallo se había separado de la vida conyugal de Jorge Abelardo, pero no de su militancia política. Se mudó a Montevideo con sus hijos y organizó rápidamente una distribuidora de libros y materiales de la Izquierda Nacional.
Fue tan rica su relación con el Uruguay que Methol Ferré sostiene ―en el citado artículo― que Abelardo Ramos fue a Vivian Trías lo que Juan B. Justo (fundador del Partido Socialista argentino) fue a Emilio Frugoni (fundador del Partido Socialista uruguayo).
Juan B. Justo fue el inspirador del pensamiento librecambista y unitario del socialismo uruguayo a través de Emilio Frugoni ―su principal dirigente― y Ramos fue quien consolidó y dio forma al pensamiento político de Vivian Trías, que llegó a constituir una corriente de la Izquierda Nacional dentro del Partido Socialista del Uruguay.

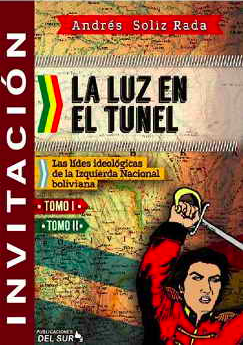
La Izquierda Nacional en Bolivia.

En Bolivia, la influencia de Jorge Abelardo Ramos llega a nuestros días ya que el principal ministro de Evo Morales cuando toma el poder en el año 2006, no es otro que su discípulo, Andrés Soliz Rada, designado ministro de Hidrocarburos.
Nuevamente compañeros de la Izquierda Nacional Boliviana, son parte de los procesos de nacionalización de los recursos naturales.
Fue la Izquierda Nacional la fuerza que organizó los sindicatos mineros, y tuvo un gran éxito político no sólo entre los trabajadores mineros, sino también en el campesinado. Para los jóvenes trotskistas de los años 1940, el viaje a Bolivia era un viaje iniciático.
El silencioso descenso al socavón de la mina Catavi y de la mina Siglo XX constituyeron la meca de una generación de revolucionarios.
El establecimiento de una serie de conexiones políticas entre Ramos y varios intelectuales y políticos bolivianos dio origen a su relación con
Carlos Montenegro,
Augusto Céspedes,
Sergio Almaraz Paz y posteriormente con quien es su discípulo más afamado y exitoso, Andrés Soliz Rada (ministro de Hidrocarburos), y su amigo el expresidente Hernán Siles Zuazo del MNR.
Fue histórica la ácida polémica que mantuvo Ramos en los años 1970 con Guillermo Lora ―el secretario general del POR (Partido Obrero Revolucionario)―, y tuvo una gran trascendencia política en el debate interno de Bolivia.
Rodolfo Walsh, en sus tiempos de periodista de la revista Panorama, le realiza una interesante entrevista al presidente de Bolivia, general Juan José Torres, jefe de la revolución popular. El gobierno revolucionario acababa de nacionalizar la banca, el petróleo y los recursos minerales a las empresas estadounidenses. Walsh observa la influencia de Jorge Abelardo Ramos y se sorprende al observar en la biblioteca personal de Torres el libro de Abelardo Ejército y semicolonia de la editorial Coyoacán (de Buenos Aires).

## Fundador de partidos

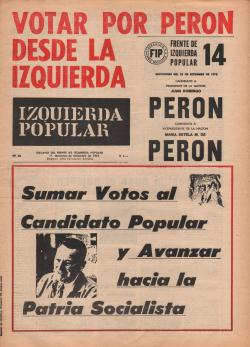
Izquierda Popular

Funda el Partido Socialista de la Revolución Nacional (PSRN) junto a
Enrique Dickmann,
Enrique Rivera,
Jorge Enea Spilimbergo,
Miguel Unamuno,
Oriente Cavalieri,
Alberto Converti,
Enrique Fernández,
Esteban Rey,
y otros hombres provenientes del socialismo.
En los días decisivos del golpe de Estado de 1955, Jorge Abelardo Ramos lanzó la revista Izquierda, con el título: «Milicias obreras armadas: baluarte de la revolución argentina» y un subtítulo: «El fusil en el hombro del obrero es la única garantía de la democracia».
Producido el golpe militar del 16 de septiembre de 1955, escribe en el semanario Lucha Obrera, hasta su clausura por la dictadura antiperonista.
Entre marzo y abril de 1961 publicó ocho números de Política, uno de los semanarios mejor escritos de esa época.

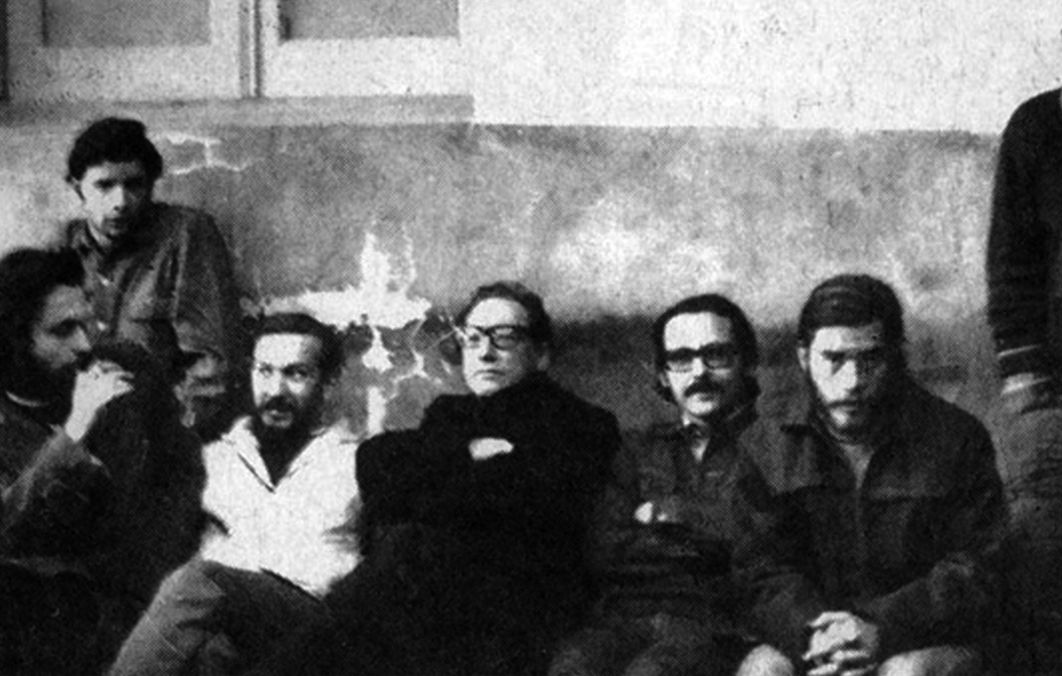
Ramos junto a dirigentes del FIP detenidos por ocupar la minera estadounidense Farallón Negro en Catamarca

En 1962 Jorge Abelardo Ramos junto a un puñado de compañeros funda el Partido Socialista de la Izquierda Nacional (PSIN). Ese encuentro ocurrió en Buenos Aires, los días 15 y 16 de junio, una casona de bajos en la calle Soler 3847 del viejo barrio de Palermo.
El núcleo que acompañaba al Colorado Ramos lo constituía el tándem conformado por Jorge Enea Spilimbergo y el metalúrgico Manuel Fernando Carpio. En tanto que la plataforma operativa para el mencionado encuentro era la Librería del Mar Dulce, donde también funcionaba la Editorial Coyoacán que dirigía su compañera Fabi Carvallo, ubicada en la Avenida Córdoba al 1200 de la ciudad de Buenos Aires, y que sufriera un atentado con bombas de alto poder.

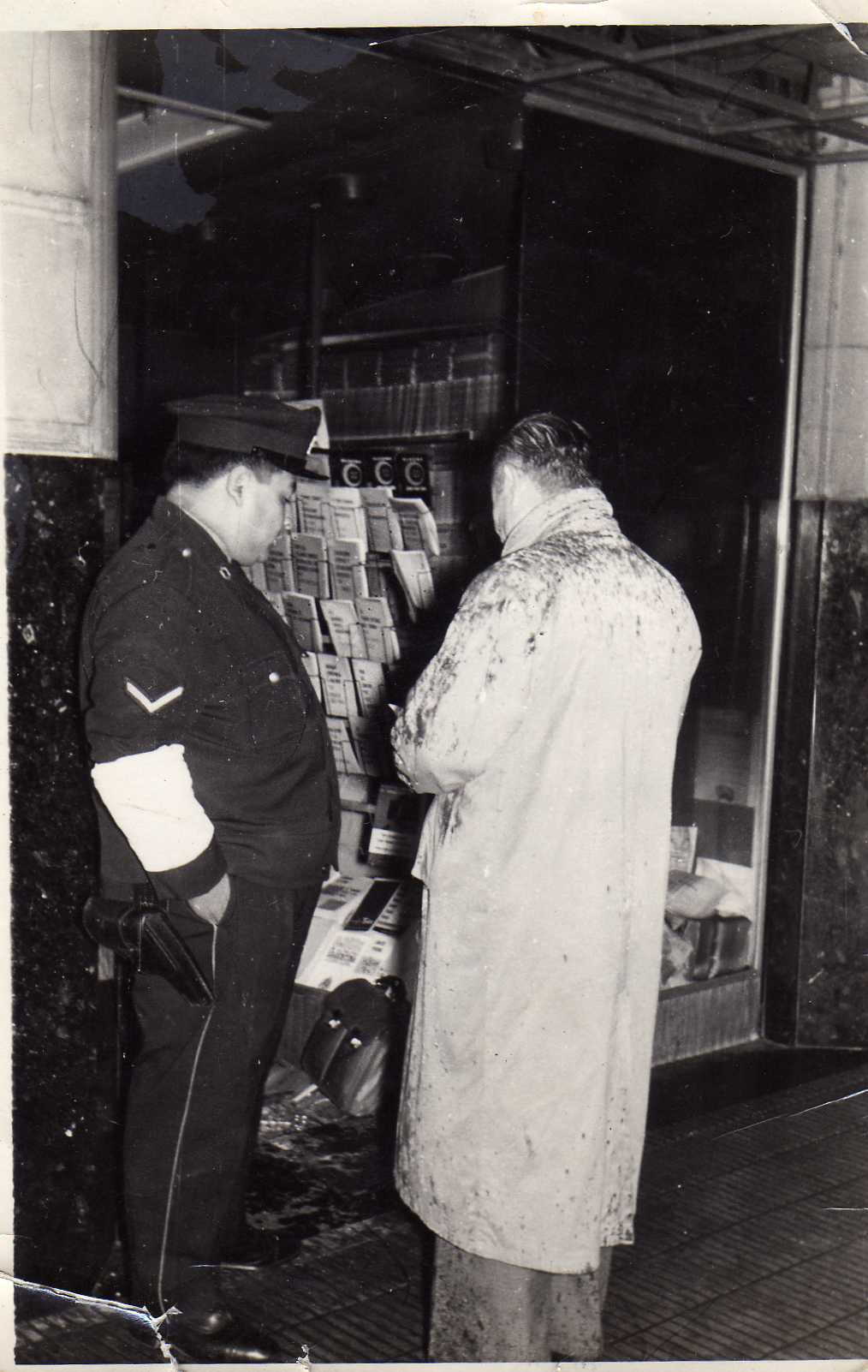
Bomba en la editorial y librería de Abelardo Ramos.

La librería era el lugar de reunión de
Arturo Jauretche,
Ricardo Carpani,
el Tucho Methol Ferré,
Fermín Chávez,
José María Rosa,
Luis Alberto Murray,
Enrique Oliva (François Lepot),
Pajarito García Lupo,
Enrique Pavón Pereyra,
Ángel Pérelman,
Alfredo Terzaga,
Jorge Raventos,
Carlos Díaz y
Alberto Converti, entre otros.
El PSIN reivindicaba las banderas históricas del movimiento nacional en la perspectiva revolucionaria del socialismo criollo. Y la Unidad de América Latina.
La primera mesa ejecutiva nacional del nuevo partido, que quedó integrada por
Fernando Carpio (como secretario general),
Abelardo Ramos,
Jorge Enea Spilimbergo,
Luis A. Rodríguez,
Osvaldo Soraires,
Isidro L. Zanelli,
Juan C. Medina y
Augusto Despréz.
También fue elegido el comité ejecutivo, siendo su secretario general el mismo Carpio, y como vocales
Carlos Díaz y
Jaime Zapata (del Chaco),
Oscar Aramburu y
Luis A. Gargiulo (de Necochea),
Rubén Bortnik (de Bahía Blanca),
Ramos,
Spilimbergo,
Rodríguez,
Soraires,
Medina,
Zanelli,
Despréz,
Ángel Pérelman (obrero metalúrgico, uno de los fundadores de la UOM y autor de Como hicimos el 17 de octubre), y
Alberto Belloni (dirigente obrero de ATE y autor de Del anarquismo al peronismo y de Peronismo y socialismo nacional).

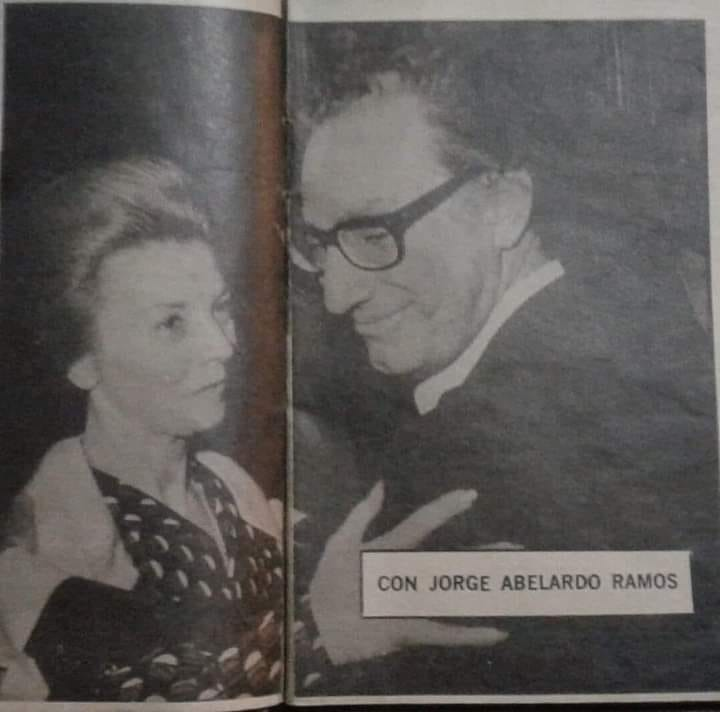
Solo Ramos y Lorenzo Miguel (de la UOM) se pronunciaron contra el golpe a Isabel Perón en 1976.

La segunda oleada de incorporaciones un poco más extensa que la anterior, se hizo presente apenas el partido comenzó a entreverarse en la política nacional:
Alberto Guerberof,
Rodolfo Balmaceda,
Jorge Raventos,
Jorge Beinstein,
Juan Barat y
Leopoldo Markus, en Buenos Aires;
Silvio Mondazzi,
Roberto Ferrero y
Roberto Reyna (en la ciudad de Córdoba);
Hipólito Bolcato,
Juan A. Geobergia,
Pericles Dentesano y
Mario Lacava (en Santa Fe);
Mario Bernich,
Osvaldo Pérez y
Clarise Pasmanter (en la provincia del Chaco);
Bailón Gerez,
Raúl Dargoltz y
Carlos Zurita (en Santiago del Estero);
Adolfo Marengo y
Marcelo Palero (en Mendoza);
Gregorio Caro Figueroa y
Ana María Giacosa (en Salta;
Simón Gómez (en Catamarca).
En 1970 la Agrupación Universitaria Nacional (AUN), brazo universitario del PSIN, logra la conducción de la Federación Universitaria Argentina. Por primera vez en su historia la FUA reivindica al proscripto general Juan Domingo Perón. Las clases medias se acercaban al peronismo luego de 15 años de proscripciones.
En 1971, el PSIN conforma en Frente de Izquierda Popular (FIP) con el propósito de ampliar su base social y política. Lleva a Jorge Abelardo Ramos como candidato a la Presidencia de la Nación en las elecciones del 11 de marzo de 1973. Y en las elecciones del 23 de septiembre del mismo año el FIP lleva en su boleta
la fórmula Perón-Perón que aporta al triunfo del Justicialismo, un millón de votos.
En 1975, la Triple A (Alianza Anticomunista Argentina) puso dos bombas en el local central del FIP. A partir del golpe de 1976 Jorge Abelardo Ramos sufrió atentados contra su vida, varias detenciones e intento de secuestro en la provincia de Córdoba. Una decena de compañeros del FIP fueron asesinados o desaparecidos, varios partieron al exilio y otros fueron detenidos durante varios años.
Luego del golpe de Estado, la situación económica de la familia Ramos fue muy mala. Sus libros fueron secuestrados y prohibidos al tiempo que dejó de cobrar los derechos de autor por parte de las editoriales. Ramos intentó desarrollar la producción rural pero no logró los frutos previstos. Adquirió un campo de 100 hectáreas en la localidad de Despeñaderos, a 49 km al sur de la ciudad de Córdoba y a 717 km al noroeste de Buenos Aires.
El predio se fue reduciendo hasta quedar en 27 hectáreas y fue vendido para pagar deudas. La vuelta a Buenos Aires fue en 1979, luego de una prolongada estadía en la ciudad de Alta Gracia (37 km al suroeste de la ciudad de Córdoba).
El apoyo de su amigo y compañero Carlos del Campo, secretario general del partido en la ciudad de Córdoba, contribuyó enormemente a Ramos en esos años duros de sangre y plomo. Fueron años de muchas dificultades económicas, que lo llevaron a vender la mitad de su enorme biblioteca. Todos los meses viajaba en tren a Buenos Aires a las reuniones de la Junta Nacional.
En la lejana localidad de Despeñaderos se realizaron reuniones de compañeros de militancia y seminarios de formación política dictados por Blas Alberti, Fabi Carvallo, Jorge Enea Spilimbergo, Luis María Cabral y Jorge Abelardo Ramos. El movimiento de idas y venidas de jóvenes, alertó a las autoridades policiales. La esposa de Víctor Ramos, María Josefina Gastón, fue detenida e interrogada por varias horas y liberada en la comisaría de Despeñaderos. Las reuniones fueron suspendidas. Al no poder reunirse, Ramos organizó un congreso político clandestino por correo. Copia de estos intensos debates se pueden encontrarse en el Instituto de Revisionismo Histórico Jorge Abelardo Ramos.
Soportando detenciones, prisión y secuestros de militantes y dirigentes, el Frente de Izquierda Popular, nunca dejó de actuar durante los años de la dictadura. El rol de su apoderado el doctor Luis María Cabral, recorriendo juzgados presentando recursos de habeas corpus, comisarías y cuarteles militares para exigir la liberación y o aparición con vida de los desaparecidos, fue incansable.
Con el Movimiento Patriótico de Liberación (MPL) integró el Frente Justicialista Popular FREJUPO y fue Ramos quien redactó su acta constitutiva. En las elecciones de 1989 que llevaron a la presidencia a Carlos Saúl Ménem.
La firma del Tratado de Asunción el 26 de marzo de 1991 que pone en marcha el MERCOSUR, lo lleva a Ramos a sostener que Carlos Menem retoma la bandera del proyecto de Juan Domingo Perón del ABC, la alianza política económica de Argentina, Brasil y Chile.
Pero para Abelardo Ramos la política económica que venía desarrollando el presidente Ménem merecían conceptos críticos que se replicaban en sus declaraciones y su periódico Patria Grande. Si bien sostenía que desde las guerras de la independencia a la fecha no había pasado nada más importante en América Latina que la puesta en marcha del MERCOSUR, manifestó públicamente su rechazo a la política de privatizaciones y a la apertura comercial del libre mercado. Sostuvo en referencia a Domingo Cavallo que: "Tenemos un ministro de finanzas, pero necesitamos uno de economía". Todas las manifestaciones económicas de Ramos fueron en el sentido de impulsar la industrialización y el no pago de la deuda con el FMI. 
El 27 de agosto de 1994 la Convención Nacional del MPL resolvió integrarse al Partido Justicialista. Dijo Ramos a los delegados que: ésta es la reunión más importante que ha hecho nuestro movimiento desde sus orígenes.
No era para menos, Abelardo Ramos proponía la disolución del Movimiento para integrarse al peronismo y dijo en esa oportunidad que: ingresamos para fundar, una línea interna. Y la identidad está dada por todos nosotros, por nuestro pasado, por nuestras luchas, por nuestras cárceles y además sobre todo por nuestras esperanzas! Así finalizó su propuesta, que fue apoyada por la unanimidad de los delegados presentes.
En los fundamentos señaló que la integración latinoamericana era lo más importante:
La determinación de ingresar al peronismo, o de años atrás de apoyarlo, generaron todo tipo de discusiones en las filas de la Izquierda Nacional y fuera de ella. Las polémicas sobre cuestión nacional, el socialismo criollo, la relación con el movimiento obrero o con el propio general Perón o las izquierdas se pueden consultar en el Centro Documental Jorge Abelardo Ramos y en el Centro de Documentación e Investigación de la Cultura de Izquierdas. El Ramos irónico y polémico se lo puede encontrar el libro:Jorge Abelardo Ramos: entre pólvora y chimangos.
En sus páginas se cruza con figuras tan disímiles como Sábato, Borges, González Tuñón, Alfonsín, Guevara, Codovilla, Milcíades Peña, Martínez de Hoz, Ivanissevich, García Márquez y hasta con Marx y Engels. Con honestidad intelectual, Ramos no sólo polemiza con adversarios ideológicos, sino también con muchos a quienes respeta. Lo que le hizo ganar no pocos enemigos. En Sobre héroes y tumbas, Sábato lo homenajea retratándolo en uno de sus personajes.

## Embajador en México y enfrentamiento con Estados Unidos

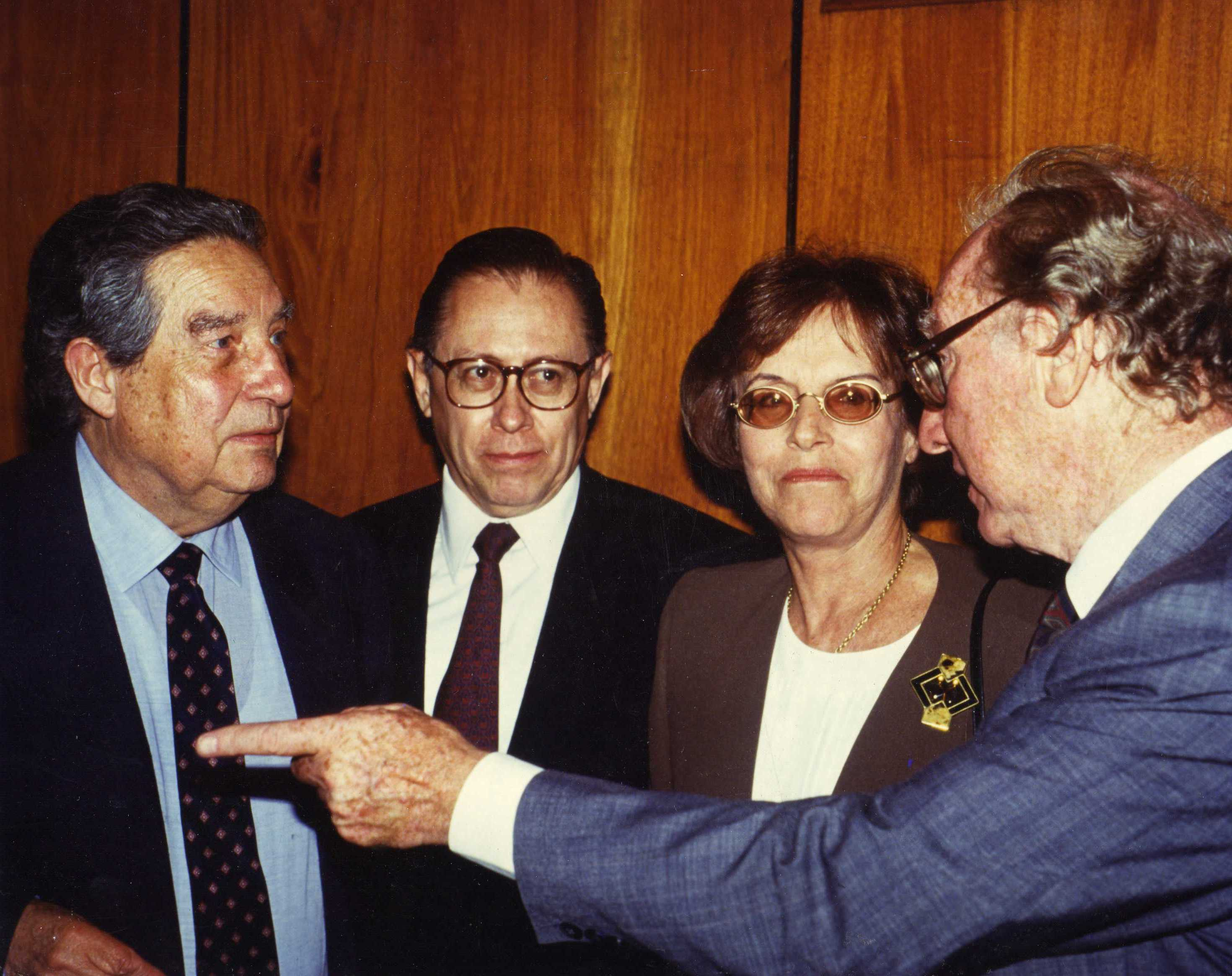
En México con Octavio Paz

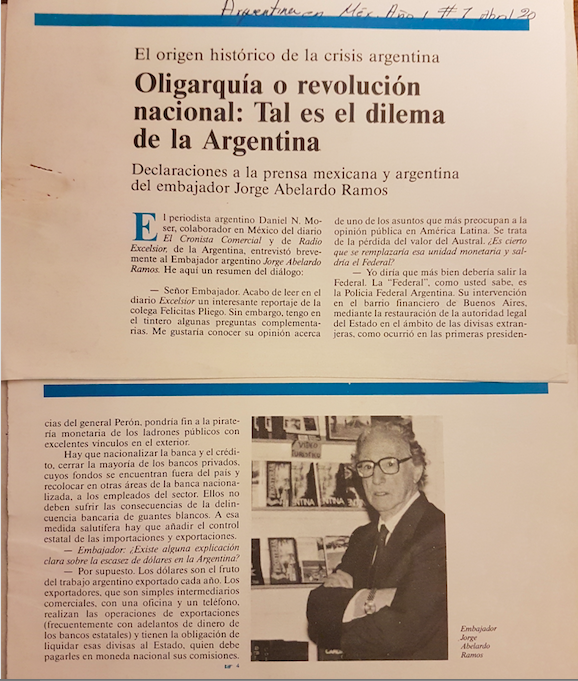
El embajador Ramos contra Estados Unidos

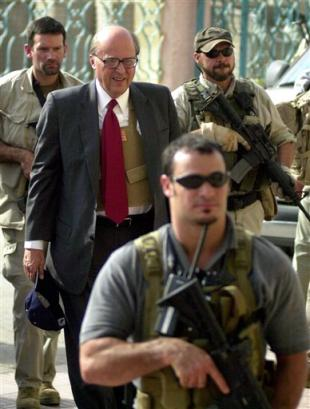
John Negroponte, embajador de la CIA estadounidense en México.

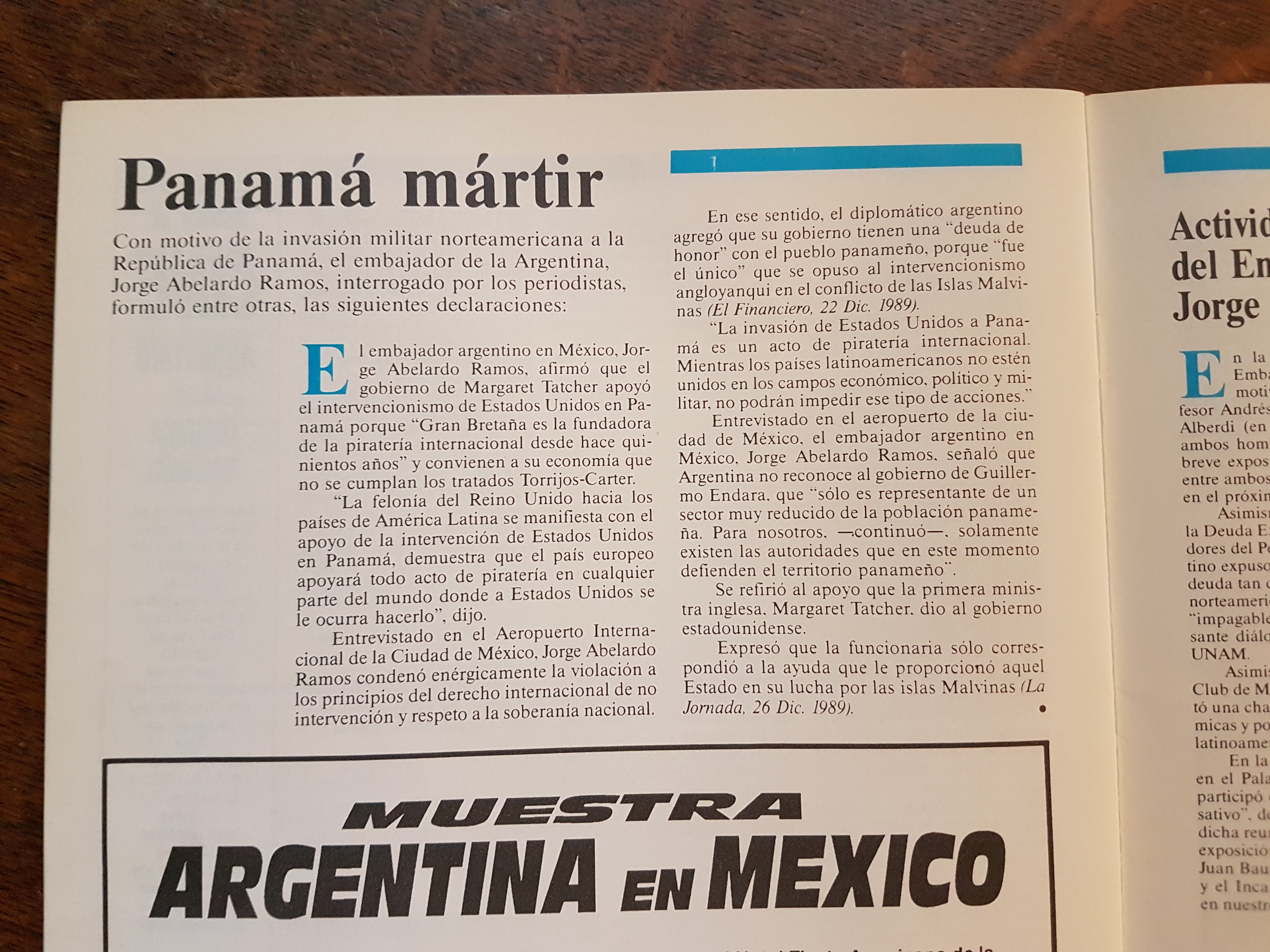
Declaraciones en la revista oficial de la embajada de México.

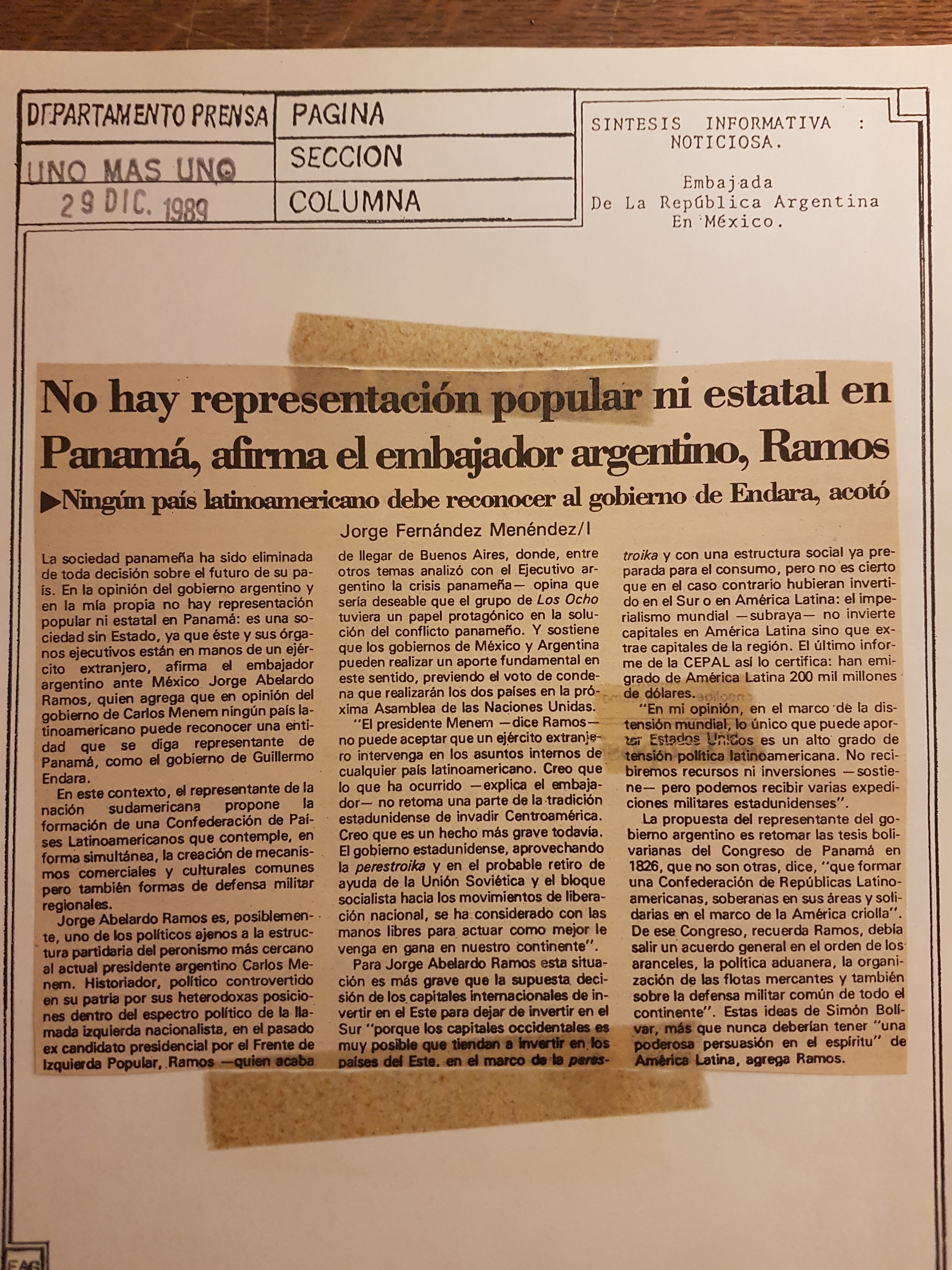
El embajador Ramos repudia la invasión estadounidense a Panamá.

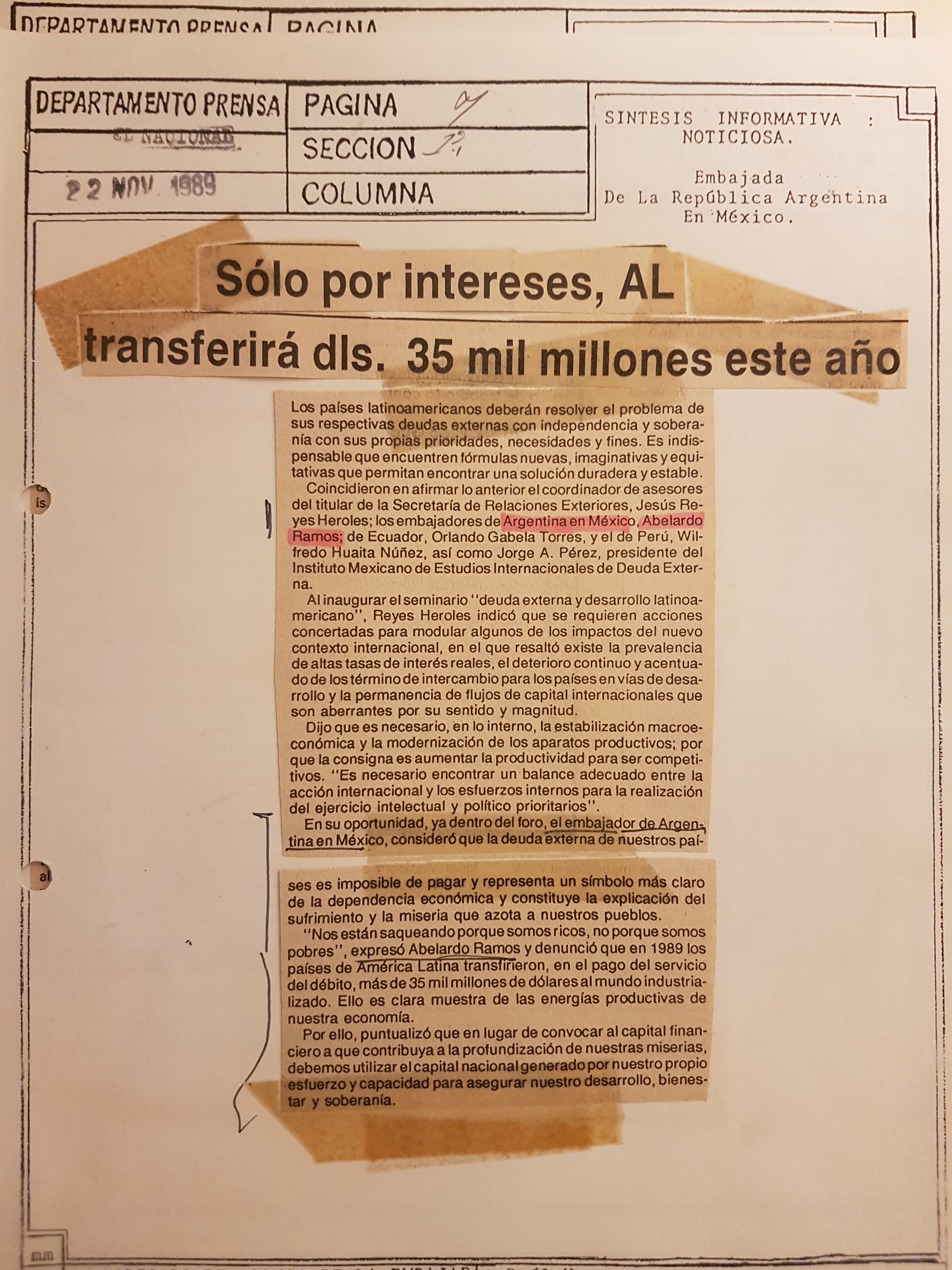
El embajador Ramos contra el sistema financiero

Fue designado embajador de la República Argentina en México en 1989 por el presidente Carlos Menem, consiguiendo el acuerdo del Senado de la Nación.
Ramos forma parte del primer grupo de embajadores nombrados por el flamante gobierno. Su destino será México, como en 1946 también lo había sido de Manuel Ugarte, socialista y antimperialista. A Perú es enviado Francisco Julián Licastro; a España Francisco Figuerola y a Uruguay Benito Llambí, entre otros compañeros.
Su llegada a México fue simultánea con la del embajador estadounidense (y agente de la CIA) John Negroponte.
La crisis entre ambos diplomáticos no se hizo esperar. Mientras que John Negroponte presionaba al gobierno mexicano para que firme su ingreso en el Tratado de Libre Comercio de América del Norte, Jorge Abelardo Ramos intentaba vincularlo al MERCOSUR.
El embajador estadounidense era activo agente de la CIA y se había desempeñado como embajador en Honduras organizando «escuadrones de la muerte» y fuerzas mercenarias llamadas «los contras» movilizándolos contra Nicaragua.
Mientras que Estados Unidos bombardeaba a la indefensa Panamá, secuestrando y arrojando en una cárcel de máxima seguridad a su presidente Manuel Noriega, el recién aterrizado embajador, Jorge Abelardo Ramos denunciaba al presidente George W. Bush y al genocidio imperialista en el país centroamericano.
Jorge Abelardo Ramos en la embajada, discutiendo con Cavallo en los primeros tramos y luego con quien concretara las «relaciones carnales», el canciller Guido Di Tella, apoyando al sandinismo, no escatimando elogios para Noriega, visitando Cuba y a Fidel Castro, violentaba la política de «amor» con Occidente y Estados Unidos, que impulsaba el gobierno.
Mientras que Ramos se exponía públicamente contra las políticas imperialistas estadounidenses, con denuncias en la prensa argentina y mexicana, en Buenos Aires, Guido Di Tella, intrigaba para su desplazamiento. En México la CIA estadounidense también buscaba la salida del embajador argentino.
Los embajadores se veían como enemigos. Las constantes críticas a la política de Estados Unidos, su apoyo al presidente Noriega de Panamá y las intrigas del embajador estadounidense en México, John Negroponte, movieron a la Cancillería a quitarle la representación diplomática.
La relación de Jorge Abelardo Ramos con Panamá es de los años del General Omar Torrijos y el apoyo a la nacionalización del Canal bioceánico que data de la década de 1970. Coincidentemente: mientras que Negroponte organizaba el golpe contra el gobierno democrático de los sandinistas en Nicaragua, Ramos organizaba cerca de allí, en la Ciudad de Panamá, un encuentro de intelectuales en Solidaridad con la Soberanía Panameña.
A su regreso al país, se propuso desarrollar el Área Cultural del Mercosur, tarea en la que estuvo empeñado hasta el día de su fallecimiento el 2 de octubre de 1994.
Con fondos personales de Ramos, nuestra representación diplomática en México comenzó a editar numerosos clásicos del pensamiento emancipador latinoamericano. Patria Grande de Manuel Ugarte, La Unidad latinoamericana, una compilación de textos el general Perón, Mi país y sus mujeres de Vera Pichel, Martín Fierro de José Hernández, Viaje alrededor de mi misma, de su gran amiga Ana María Giacosa, entre otras significativas obras.
El 17 de octubre de 1994 los dirigentes y militantes del MPL (Movimiento Patriótico de Liberación) cumplen con el dictado del partido y la propuesta de Ramos de integrarse al PJ (Partido Justicialista). En el acto de afiliación masiva realizado en la sede nacional del PJ en la calle Matheu 130 de la Ciudad de Buenos Aires hicieron uso de la palabra
Elida Vigo,
Víctor Ramos,
Pablo Fontdevila y
Carlos Santander.
Finalmente el presidente de la Nación y presidente del PJ, Carlos Menem señaló a modo de homenaje que:

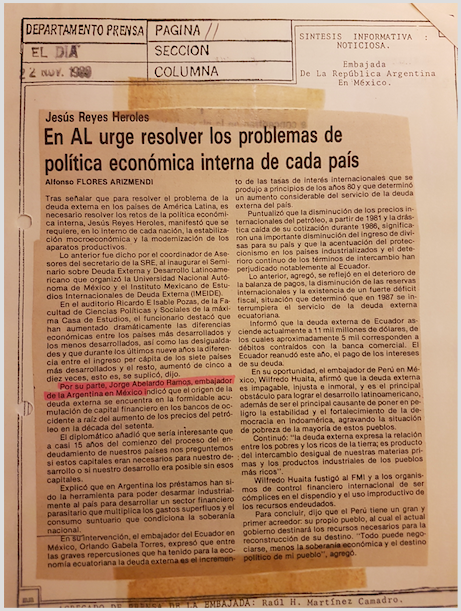
El embajador Ramos contra el capital financiero internacional

Jorge Abelardo Ramos fue un símbolo de la lealtad... de la lealtad consigo mismo y eso significa respetar gasta las últimas consecuencias las ideas, los principios y las conductas... Jamás declinó de sus ideales. Jamás estuvo en contra de las enseñanzas de nuestros líderes. Quizás pudo haber disentido y disintió con algunos políticos que integramos este gran frente nacional y era lógico que así sucediera.

## Distinciones
- Calle Jorge Abelardo Ramos en la ciudad de Rosario (provincia de Santa Fe).[55]
- Calle Jorge Abelardo Ramos en la ciudad de Alta Gracia (provincia de Córdoba).[56]
- Calle Jorge Abelardo Ramos en el municipio de San Martín (norte del Gran Buenos Aires).
- Biblioteca Jorge Abelardo Ramos, en Martínez, en el partido de San Isidro (norte del Gran Buenos Aires).
- Escuela de oficios Jorge Abelardo Ramos, en Villa Piletones, barrio Soldati, en la ciudad de Buenos Aires.
- Premio Jorge Abelardo Ramos, distinción del entonces Instituto Nacional de Revisionismo Histórico Iberoamericano Manuel Dorrego, en Buenos Aires.[57]

## Su legado
Jorge Abelardo Ramos, para mí es, junto a Mariátegui los dos más grandes pensadores que dio nuestra rica América en este siglo XX.
Alberto Methol Ferré

Jorge Abelardo Ramos fue, en mi opinión, el pensador político argentino de mayor envergadura que el país haya producido en la segunda mitad del siglo XX.
Ernesto Laclau

Su legado en la tradición política argentina y latinoamericana puede sintetizarse:
- Fundador de la corriente latinoamericanista conocida como "Izquierda Nacional".
- La interpretación de los movimientos nacionales y su relación con el desarrollo de las sociedades semicoloniales y su crítica, al sistema de los partidos tradicionales.
- Su análisis sobre el papel del caudillo como sintetizador de los distintos elementos sociales, políticos y culturales, que componen al movimiento nacional antiimperialista.
- Su interpretación del doble papel que juegan los ejércitos en el mundo semicolonial.
- El papel bifronte de las clases medias, de las cuales los ejércitos no son sino una parte, tanto en la revolución, como en las contrarrevoluciones; esas clases medias, colonizadas ideológica y mentalmente por el imperialismo y las oligarquías, a su vez, constituyen una de las fuerzas sociales fundamentales para la convergencia en el gran movimiento nacional liberador. 
 En este punto Ramos critica al progresismo y a su falso democratismo por cumplir un papel desorientador de las aspiraciones de estas clases medias, como artilugio intelectual que los lleva a un camino sin salida, y con el que evitan enfrentar la verdadera solución, que para Ramos es la revolución nacional latinoamericana en el marco de un socialismo criollo.
- Y, por último su concepción de la unidad latinoamericana tal y como se está estructurando desde principios del siglo XXI, alrededor del Mercosur, la Unasur y la Celac.
- Son varios los grupos políticos y culturales en América Latina que reivindican su pensamiento e ideología.
- El legado lo vemos concentrado en sus obras y libros citados y la gran influencia política y cultural en el pensamiento latinoamericaano.

## Instituto de Revisionismo Histórico
En el año 2021, con motivo del centenario de su nacimiento, se realizaron distintas actividades conmemorativas pero la de mayor trascendencia es la creación del Instituto de Revisionismo Histórico Latinoamericano Jorge Abelardo Ramos, en la ciudad de Buenos Aires.

## Obras fundamentales producidas por Jorge Abelardo Ramos
- 1949: América Latina: un país
- 1954: Crisis y resurrección de la literatura argentina
- 1957: Revolución y contrarrevolución en Argentina. En cinco tomos:
  - 1. Las mazas y las lanzas.
  - 2. Del patriciado a la oligarquía.
  - 3. La bella época.
  - 4. El sexto dominio.
  - 5. La era del bonapartismo / La era del peronismo.
- 1961: Manuel Ugarte y la revolución latinoamericana
- 1962: El Partido Comunista en la política argentina
- 1964: Historia política del ejército argentino
- 1966: De octubre a septiembre
- 1968: Ejército y semicolonia
- 1968: Historia de la Nación latinoamericana
- 1969: Bolivarismo y marxismo
- 1972: Marxismo para latinoamericanos
- 1983: Adiós al coronel
- 1985: Introducción a la América criolla
- 1986: Breve historia de las izquierdas en la Argentina
- 1993: La nación inconclusa
- 2014: Entre pólvora y chimangos (sus polémicas)